# プトレマイオス (エピロス王)
プトレマイオス（ギリシア語: Πτολεμαῖος、ラテン文字転記：Ptolemaios、在位：紀元前238年 - 紀元前231年）はエピロス王である。アレクサンドロス2世とその異母姉妹オリュンピアス2世の次男で、ピュロス2世の弟である。
アレクサンドロスの死後、彼の息子たちはまだ幼かったので、彼らは母のオリュンピアス2世の後見を受けた。彼らが成人するとオリュンピアス2世は息子たちに王国を譲り、ピュロスが王位についた。そしてピュロスの死後、プトレマイオスが王位を受け継いだ。ユスティヌスによればプトレマイオスは（直前の節でアカルナニア人がエピロスを略奪したとあるのでおそらくはアカルナニア人との）戦争の最中に病死した。それに対し、ポリュアイノスは、プトレマイオスは裏切りによって殺されたとしている。姪のデイダメイア2世が王位を継いだ。